# Moubarak al-Sabah
Moubarak Al-Sabah (1837 - 28 novembre 1915) (arabe: الشيخ مبارك بن صباح الصباح) « le Grand » était le souverain du Koweït du 18 mai 1896, jusqu'à sa mort le 28 novembre 1915.
Moubarak accède au trône après avoir tué son frère, Mohammed Al-Sabah.
C'est le septième souverain de la dynastie des Al Sabah.
Moubarak est connu pour avoir placé le Koweït sous l'orbite britannique après avoir signé l'accord anglo-koweïtien du 23 novembre 1899. Il s'engagera alors à ne pas recevoir des agents ou des représentants étrangers sans l'approbation du gouvernement britannique.
Il est généralement considéré comme le fondateur du Koweït moderne.

## Biographie
Moubarak naît au Koweït en 1837, au sein de la puissante famille des Al-Sabah. Il servira comme chef militaire dans de nombreuses opérations militaires, principalement au Qatar, au Hasa et dans le sud de l'Irak.
Pour tous ses services, il obtient du gouvernement impérial ottoman le titre de «istabl-i amire payesi» ou « Grand chevalier de sa majesté impériale ».
C'est dès l'année 1863, qu'il rencontre des responsables britanniques, notamment Sir Lewis Pelly le résident de sa majesté en Iran et plus tard lors d'une mission diplomatique au Bahreïn,.
Homme avide, il dépense des fortunes à Bombay dans les jeux de hasard, ce qui lui attire l'inimitié de son frère Mohammed qui n'hésite pas à l'insulter en public et à le ridiculiser.
Personne ne savait d’où pouvait bien lui venir tout cet argent, lorsqu'on lui posait la question il se contentait de répondre qu'« Allah est grand, et sa générosité est infinie ».
Il revient à Koweït en 1897, où il rencontre Abderrahman et son jeune fils, Abdelaziz.
Moubarak se prend très vite d'amitié pour Abdelaziz qui écoute ses histoires avec intérêt. Il prendra l’éducation du jeune Saoud en main, et lui enseigne l’histoire, la géographie, les mathématiques et un peu d’anglais.
Mais surtout, il lui apprendra le métier de la politique.
Moubarak recevait dans ses quartiers nombres d’émissaires, de commerçants, de banquiers ou encore d’explorateurs venant du monde entier.
Âgé d’à peine 18 ans, c'est sous l'enseignement de Moubarak que le futur fondateur de l'Arabie saoudite, Abdelaziz, apprendra les rouages de la politique et de la diplomatie.

## Le coup d’État contre Mohammed al-Sabah

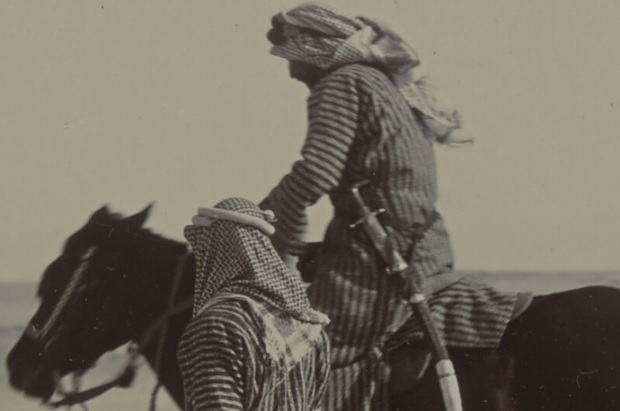
Mubarak Al Sabah à cheval aux côtés d'un complice en 1903.

Le 8 mai 1896, Moubarak tue ses deux frères, Mohammed, souverain du Koweït et Jarrah, ce qui lui permet d'accéder au trône.
La plupart des historiens pensent que Moubarak a tué ses frères, mais les détails de leurs assassinats varient largement.
Pour Jill Crystal, Moubarak aurait tué ses frères pendant la nuit avec l'aide de ses deux fils, Jabir et Salim et de partisans.
Frederick Anscombe indique également que Moubarak et ses hommes (il ne précise pas si ses fils ont participé à l'opération) ont tué les deux souverains au lever du jour.
On ne sait pas exactement pourquoi Moubarak a tué ses frères, plusieurs théories existent.
L'une de ses théories veut que Moubarak ait été mécontent d'être toujours envoyé régler des conflits tribaux dans le désert. Une autre théorie voudrait que Mohammed n'ait pas suffisamment financé les expéditions en question.
La troisième théorie fait état de l'impopularité de Mohammed qui était vu comme une personne indolente, paresseuse et faible et qui assommait les Koweïtiens avec une politique fiscale très élevée,,.
La théorie la plus plausible est celle qu'il estimait n'avoir pas reçu sa juste part de l'héritage de son père, de plus il avait une certaine appétence pour le pouvoir.
Cependant, pour B. J. Slot, Moubarak n'est pas forcément l'assassin, il en veut pour preuve les informations très divergentes à ce sujet.
Néanmoins, les nombreuses rumeurs qui circulaient à l'époque à son sujet ont porté un grand préjudice à sa prise de pouvoir, et lui ont causé du tort vis-à-vis des Ottomans.

## Recherche d'une légitimité
Manquant de légitimité, il tentera de soudoyer l'administration ottomane par des pots-de-vin considérables. Voulant être reconnu comme gouverneur du Koweït, il dépensera l'héritage laissé par son père, ce qui ne lui a pas suffi à s'attirer les faveurs du gouvernement impérial qui réfléchira à une intervention au Koweït à partir des troupes stationnées à Bassorah.
Du côté de la population, elle assiste au coup de force dans une relative indifférence, elle espère que cette révolution de palais entraînera une baisse des impôts, et une politique plus libérale du nouveau souverain.

## Relation avec les Britanniques
Le Koweït revêtait pour les Britanniques une importance cruciale.
Les Allemands par la voie des Ottomans construisaient le chemin de fer du « Berlin-Stamboul-Baghdad » dont le point d’aboutissement devait être le Koweït.
Cette voie de chemin de fer inquiétait grandement l’Angleterre qui voyait la route terrestre des Indes coupée en deux, et laissait à des nations rivales un accès vers l’Orient.
L’ancien émir du Koweït Mohammed était acquis aux Ottomans, et donc au projet allemand dans la région.
L’Angleterre décida donc de soutenir son frère Moubarak, acquis à la cause britannique lors de ses séjours à Bombay.
Les agents de l’India Office lui ont apporté des subsides importants, ce sont eux qui ont financé ses pertes aux jeux, et eux encore qui ont soutenu son coup de force contre son frère.
Lors de la bataille perdue contre Al-Rachid, l’Angleterre enverra un cuirassé protéger le Koweït des troupes envoyées par le sultan ottoman.

## Campagne du Nedjd
Avec le soutien des Britanniques, Moubarak part en campagne avec 10 000 hommes. Son armée comprenait à la fois des Mountafiks, des Ajmans et les guerriers fidèles aux Saoud. L’objectif était alors de réclamer la partie méridionale du territoire rachidite, dans l’espoir de devenir le chef incontesté du monde arabe.
Il confie donc le gros de ses troupes à Abderrahman al-Saoud, et place le jeune Abdelaziz à la tête d’un petit contingent. La campagne se déroule sous de bons auspices jusqu’à la bataille de Sarif (ar) du 17 mars 1901 où, devant la force ennemie, les Mountafiks fuient la bataille et les Ajmans changent de camp.
En pleine déroute, il regagne le Koweït et se prépare à un siège de la capitale. Les Britanniques sont surpris et déçus de l’échec retentissant de leur allié. Moubarak demande le 28 mai 1901 que le Koweït devienne un protectorat britannique. Cette demande est déclinée, les Britanniques sachant qu’elle aurait dressé les puissances européennes contre le Royaume-Uni. Londres envoie cependant un cuirassé protéger le pays et envoie un ultimatum aux Turcs et aux troupes d’Al-Rachid.

## Son règne
À la tête du Koweït, il cherchera à gagner toujours plus de souveraineté pour son État. Il autorise en 1904 les Britanniques à installer un bureau de poste dans le pays, et cherchera à doter le Koweït de son propre drapeau.
En 1907, il accorde la ligne de chemin de fer passant par son pays au Royaume-Uni (ce qui portera grandement préjudice à la ligne Berlin-Bagdad), et reçoit en échange 4 000 £ par an, et la promesse d’une reconnaissance de l’autonomie et de sa légitimité à la tête du pays.
Moubarak a également soutenu les Saoud lors de la guerre qui les opposait aux troupes d’Ibn-Rachid et aux Ottomans. En 1905 il sert de médiateur entre Ibn Saoud et les Ottomans, et élabore dans le même temps la stratégie saoudienne durant les négociations.
Lors de la Première Guerre mondiale, il prend parti pour la révolte arabe, et expulse les Ottomans de Bassorah en novembre 1914. En réaction, le gouvernement britannique reconnaît le Koweït comme un « gouvernement indépendant sous protection britannique ». Dans le même temps, il supprime les symboles ottomans présents sur le drapeau koweïtien et les remplace par « Koweït » écrit en arabe.
La politique observée par Moubarak a nui à l’achèvement de la ligne Berlin-Bagdad, elle a permis aux Britanniques de garder leur prééminence sur le golfe Persique et a empêché les Allemands et les Ottomans de dépêcher du renfort.

## Mort et succession
Moubarak, gravement malade, meurt le 28 novembre 1915.
Après sa mort, son fils, Jaber II Al-Sabah monte sur le trône, puis ce sera le tour de son frère quelques années plus tard, Salim Al-Moubarak Al-Sabah.
Les souverains du Koweït sont tous des descendants directs de Moubarak par la voie de ses deux fils.